# Глазуновка
Глазуно́вка (рос. Глазуновка) — присілок у складі Верхотурського міського округу Свердловської області.
Населення — 51 особа (2010, 67 у 2002).
Національний склад населення станом на 2002 рік: росіяни — 79 %.